# Wenceslao Robles
Wenceslao Robles foi um general paraguaio da Guerra do Paraguai, que liderou a Batalha de Corrientes e foi descrito como "o mais velho e o mais esquecido dos generais da guerra de 64/70"

## Biografia
Wenceslao Robles nasceu em Santísima Trinidad, no Paraguai. Em 1864, ano em que a Guerra do Paraguai teve início, ele ocupava o posto de brigadeiro-general do exército paraguaio. Apenas Francisco Solano López possuía o posto de general, razão pela qual Robles ficou encarregado de organizar e comandar as tropas reunidas no Forte Cerro León. Quando o Paraguai atacou a Argentina, ele foi designado para comandar a Fortaleza de Humaitá e ficou responsável por transmitir as notícias da declaração de guerra, além das instruções correspondentes do ministro das Relações Exteriores, José Berges, e do ministro da Fazenda, Mariano González, aos oficiais paraguaios no Rio da Prata.
Em 14 de abril de 1865, Robles partiu de Itapirú à frente de uma força expedicionária de três mil homens, ocupou a cidade de Corrientes e avançou em direção ao sul da província. López enviou o tenente-coronel Paulino Alén para conceder-lhe a Ordem Nacional do Mérito, mas Robles rejeitou a condecoração com veemência, protestando em voz alta contra as dificuldades enfrentadas por suas tropas, especialmente a falta de casacos.
Em resposta, López promoveu o coronel Francisco Isidoro Resquín ao posto de brigadeiro-general e o nomeou segundo comandante da Divisão do Sul. Em seguida, enviou o ministro da Guerra e da Marinha, general Vicente Barrios, com a ordem de destituí-lo e prendê-lo. Barrios apresentou-se no Forte Empedrado, em Corrientes, e cumpriu sua missão.

Robles foi transferido para Humaitá e, após ser julgado por não cumprir ordens, foi fuzilado no acampamento de Paso de Patria em 6 de janeiro de 1866. Um testemunho o descreve da seguinte forma: "Entre os comensais está... Wenceslao Robles, o único general nas fileiras, além de Solano López, e um dos poucos soldados que não usavam barba naquela época..."